# Chelsea Physic Garden
Il Chelsea Physic Garden è un orto botanico di Londra, situato nel quartiere di Chelsea.

## Storia
Il Chelsea Physic Garden fu fondato come "Apothecaries' Garden" a Londra, in Inghilterra, nel 1673 dalla Worshipful Society of Apothecaries per coltivare piante da usare come medicine. Questo giardino fisico di 4 acri è uno dei più antichi giardini botanici della Gran Bretagna, dopo l'orto botanico di Oxford, fondato nel 1621 e il giardino botanico reale di Edimburgo fondato nel 1670.

## Organizzazione attuale
Il suo giardino roccioso è il più antico giardino inglese dedicato alle piante alpine. Il più grande olivo frutticolo in Gran Bretagna è lì, protetto dalle alte mura di mattoni che intrappolano il calore del giardino, insieme a quello che è senza dubbio il pompelmo che cresce all'aperto più settentrionale del mondo.
A partire da ottobre 2017, il giardino comprende 5.000 piante, in aree chiamate:
- Il Giardino delle Piante Medicinali

- Il Giardino Farmaceutico
- Il Giardino della Medicina Mondiale
- Il Giardino delle Piante commestibili e utili
- Il mondo di Woodland Garden